# Glaucodon
El glaucodonte (Glaucodon ballaratensis) es una especie extinta de marsupial dasiuromorfo de la familia Dasyuridae, emparentado con los cuoles y el diablo de Tasmania que habitó durante el Plioceno. Era carnívoro y se conoce exclusivamente por un hueso mandibular que fue descubierto cerca de Ballarat, en Victoria (Australia).